# Hans-Robert Jauss
Hans Robert Jauss (Göppingen, 12 de diciembre de 1921; Konstanz 1 de marzo de 1997), fue un filólogo estudioso de la Literatura alemana y de las literaturas románicas, especializado en las literaturas medievales y en la francesa moderna.  A él se debe la génesis y articulación de un método de análisis denominado Estética de la recepción, muy famosa en la Universidad de Constanza gracias a los seminarios impartidos por Jauss. Hoy en día se refieren a esta universidad como Escuela de Constanza para hacer alusión a esta corriente.

## Vida y obra
En la Segunda Guerra Mundial, como otros jóvenes de su generación, Jauss formó parte de las Waffen-SS, que al final llegaron a duplicar el ejército, lo que se le reprochó a lo largo de su vida en ocasiones de un modo sesgado. Realizó sus estudios en 1944 primero en Praga y, a pesar de haber sido retenido como prisionero de guerra consiguió continuarlos a partir de 1948, en la Universidad de Heidelberg de Filología Románica, filología, filosofía, historia y germanística. En 1952 obtuvo el doctorado con el romanista de izquierda Gerhard Hess; su tesis, publicada en 1955, versaba sobre el tiempo y el recuerdo en la obra capital de Marcel Proust, “En busca del tiempo perdido”. Después de su nombramiento como profesor en Heidelberg en 1957, con un trabajo sobre la epopeya animal en la Edad Media, obtuvo en 1959 una plaza en la Westfälische Wilhelms-Universität en Münster (Westfalia), donde luego fue director del Seminario de Romanística.
Después de 1957, escribió un conjunto de estudios sobre la alegoría, y codirigió con Erich Köhler una amplia historia de la literatura medieval, campo al que ha dedicado artículos, sin olvidar sus investigaciones iniciales. Pero ya se interesaba por el deseo de cambio radical en la intelectualidad alemana (así en la revista Die Wandlung), y se integró en empeños como la reforma democrática de la universidad alemana de posguerra o en el valioso grupo de indagación interdisciplinar "Poética y Hermenéutica", que fundó. En Jauss se oyen ecos fenomenológicos y gadamerianos, pero asimismo otros que proceden del formalismo checo y del estructuralismo francés. Su esfuerzo ha sido integrado en las posiciones de su grupo, pero toda su crítica tiene un sello muy personal, denso, seco, preciso. Al abordar épocas y figuras de la modernidad europea, especialmente de la literatura francesa, destaca a menudo a autores como Diderot, Rousseau, Baudelaire, Flaubert o Valéry. La crítica literaria, el mundo la interpretación, la idea de Ciencia de la literatura son hoy deudores de su riguroso trabajo.

### Sobre la teoría de la recepción
En 1961 pasó a la Universidad de Giessen, y en 1966 a la recién fundada Universidad de Constanza, lo cual fue decisivo para la trayectoria de Jauss. Su lección inaugural como catedrático en la Universidad de Constanza, en el año 1967, con el título “La historia de la literatura como provocación de la ciencia literaria” introdujo un cambio de perspectiva en la investigación en los estudios literarios, ya que en ese momento la crisis que padece la universidad alemana en la enseñanza de la historia literaria considera que se debe a la carencia de un método riguroso, ya que este analiza las escuelas marxistas y el formalismo ruso, fallando en conectar la historia literaria y la historia general. Critica el enfoque marxista y el formalista porque prescinden del aspecto de la recepción y sus efectos, de forma que Jauss intenta solventar esta carencia dando al público el estatuto de “fuerza histórica creativa”. El marxismo y el formalismo prescinden del hecho imprescindible de la recepción: se escribe para el lector. Hay una implicación estética del lector que compara la obra con otras leídas antes. Jauss considera que es preciso que la ciencia literaria retome el problema de la historia literaria desde el punto de vista de la recepción, y para construir una nueva Historia de la Literatura que se base en la estética de la recepción, por lo que plantea siete tesis: la historicidad de la literatura se basa en la experiencia de las lecturas previas, la experiencia del lector puede ser analizada objetivamente a partir de un sistema de expectativas históricas, la investigación trata de reconstruir lo que el lector de una época determinada espera de una obra literaria, lo que se corresponde con la recepción de un momento histórico determinado, la reconstrucción del horizonte de expectativas permite afirmar que la interpretación es un fenómeno histórico, la estética de la recepción llega al valor del pasado y al valor actual del texto cuando se ubica la obra en la historia de la recepción, la historia literaria debe acompañarse de análisis que posibiliten la clasificación de la obra en un sistema y la descripción diacrónica y sincrónica debe relacionarse con la historia general, de la que la historia de la literatura es una historia especial. Esta última tesis subraya la función social de la literatura, y difumina la distancia entre conocimiento estético e histórico. 
En 1972, Jauss publica “Pequeña apología de la experiencia estética”, defendiendo la función placentera del arte.
En 1975, con su obra, “Des Leser als Instanz einer neuen Geschichte der Literatur”, Robert Jauss comenta su trabajo anterior y propone una tesis sobre la continuación del debate sobre el lector. Jauss señala que su primer planteamiento de la “Estética de la recepción” necesitaba un planteamiento sociológico y una profundización hermenéutica. Tanto en este trabajo como en el de 1977 llamado “Poetik und Hermeneutik”,  Jauss reflexiona sobre la formación del canon, el horizonte de expectativas, los antecedentes literarios del receptor, la diferencia entre los lectores implícitos y explícitos o la experiencia estética.
En 1980 se convirtió Jauss en miembro ordinario de la  Academia de Ciencias de Heidelberg, fue miembro de la Academia Europea  y de la Accademia dei Lincei en  Roma. Fue miembro de honor de la Academia Húngara de las Ciencias. Fue doctor honoris causa de la Universidad de Iasi  y presidente honorario de la Asociación alemana de Romantistas. Fue profesor invitado en numerosas universidades, como  Berlín, Berkeley, Universidad de Columbia, Lovaina, Los Ángeles, Madison, París, Princeton, Yale y Zúrich. En 1987 se convirtió en profesor emérito, y en ese año recibe el premio Alexander von Humboldt.
Jauss es conocido comúnmente como la figura principal en la teoría de la recepción, sin embargo, no se involucra dentro del marco de la respuesta del lector como lo hacen otras figuras relevantes, como Wolfgang Iser y Stanley Fish. El análisis de Jauss se da a través de la crítica de dos ramas completamente opuestas en la teoría literaria: por un lado, critica a la escuela del formalismo ruso debido a su falta de dimensión histórica; por el otro, critica la teoría marxista por el énfasis que ésta da al texto literario como un producto histórico puro.
La estética de la recepción  se fundamenta en el lector como figura central de la comprensión del fenómeno literario. El análisis que Jauss proporciona a la teoría de la recepción se basa primordialmente en el concepto de  Hans-Georg Gadamer de la “Fusión de horizontes”, en donde se explica que una fusión se lleva a cabo entre experiencias pasadas que son expresadas en el texto y en el interés de sus lectores actuales. De esta manera, se discute la relación entre la recepción original de un texto literario y cómo se percibe en diferentes etapas históricas hasta el presente. La objeción de Jauss a la corriente marxista es que, si no se considera la recepción original de los textos literarios, estos son entendidos de manera inadecuada ya que sólo se tomaría en cuenta su forma de producción.
Lo que Jauss propone es un nuevo tipo de historia literaria, en la cual el papel del crítico sea el de mediador entre cómo se percibía el texto en el pasado y cómo se percibe en el presente. Según Jauss, esta relación necesita considerarse con continuidad, ya que es de la firme idea de que una de las justificaciones primordiales para los estudios literarios es que estos le permiten a uno percibir la diferencia fundamental entre pasado y presente. Al mismo tiempo, permiten superar de manera parcial dicha diferencia a través de un contacto directo con los textos como productos humanos, aun cuando estos provengan de culturas desconocidas.

## Escritos
- Zeit und Erinnerung in Marcel Proust «A la recherche du temps perdu»: ein Beitrag zur Theorie des Romans, Heidelberg, Winter, 1955 (corregida en 1970).
- Untersuchungen zur mittelalterlichen Tierdichtung, Tubinga, Beihefte zur Z. f. rom. Phil. 1959.
- Grundiss der romanischen Literaturen des Mittelalters, Heidelberg, Winter, 1962 y ss. (dir. con E. Köhler).
- Ästhetische Normen und geschichtliche Reflexion in der «Querelle des anciens et des modernes», Múnich, 1964.
- La literatura como provocación, Barcelona, Península, 1976 (or.Literaturgeschichte als Provokation der Literaturwissenschaft 1967).
- Kleine Apologie des ästhetischen Erfahrung, Constanza, Universität Konstanz, 1972.
- Alterität und Modernität der mittelalterlichen Literatur, Ges. Aufsätze 1956-1976, Múnich, Fink, 1977.
- Experiencia estética y hermenéutica literaria, Madrid, Taurus, 1986 (tr. parcial del or. Ästhetische Erfahrung und literarische Hermeneutik 1977).
- Las transformaciones de lo moderno. Estudio sobre las etapas de la modernidad estética, Madrid, Visor, 1995 (or. 1989).
- Wege des Verstehens, Munich, Fink, 1994, su último escrito extenso.
- La serie de trabajos que impulsó, Poetik und Hermeneutik, alcanzó el v. XVII ("Kontingenz") en 1997, hasta su muerte.